# Major League Baseball 1880
1880 års säsong av Major League Baseball (MLB) var den femte i MLB:s historia. MLB bestod under denna säsong av National League (NL), som bestod av åtta klubbar. Mästare blev Chicago White Stockings, som därmed tog sin andra ligatitel.

## Tabell
| Klubb                   | M  | V  | F  | O | V%    | GB   | PF  | PM  |
| ----------------------- | -- | -- | -- | - | ----- | ---- | --- | --- |
| Chicago White Stockings | 86 | 67 | 17 | 2 | 0,798 | –    | 538 | 317 |
| Providence Grays        | 87 | 52 | 32 | 3 | 0,619 | 15   | 419 | 299 |
| Cleveland Blues         | 85 | 47 | 37 | 1 | 0,560 | 20   | 387 | 337 |
| Troy Trojans            | 83 | 41 | 42 | 0 | 0,494 | 25,5 | 392 | 439 |
| Worcester Worcesters    | 85 | 40 | 43 | 2 | 0,482 | 26,5 | 412 | 370 |
| Boston Red Caps         | 86 | 40 | 44 | 2 | 0,476 | 27   | 416 | 456 |
| Buffalo Bisons          | 85 | 24 | 58 | 3 | 0,293 | 42   | 332 | 502 |
| Cincinnati Reds         | 83 | 21 | 59 | 3 | 0,263 | 44   | 296 | 472 |

Not: Före 1883 avgjordes klubbarnas placeringar i National League av antalet vinster, inte av vinstprocenten.

## Statistik

### Slagmän

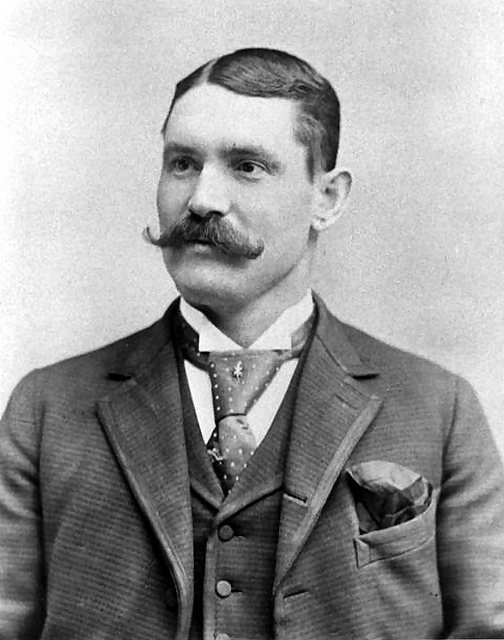
George Gore.

Källa: 
| Kategori | Slagman                     | Klubb   | Värde |
| -------- | --------------------------- | ------- | ----- |
| AVG      | George Gore                 | CHI     | 0,360 |
| HR       | Jim O'Rourke · Harry Stovey | BOS WOR | 6     |
| RBI      | Cap Anson                   | CHI     | 74    |
| R        | Abner Dalrymple             | CHI     | 91    |
| H        | Abner Dalrymple             | CHI     | 126   |
| OBP      | George Gore                 | CHI     | 0,399 |
| SLG      | George Gore                 | CHI     | 0,463 |

### Pitchers

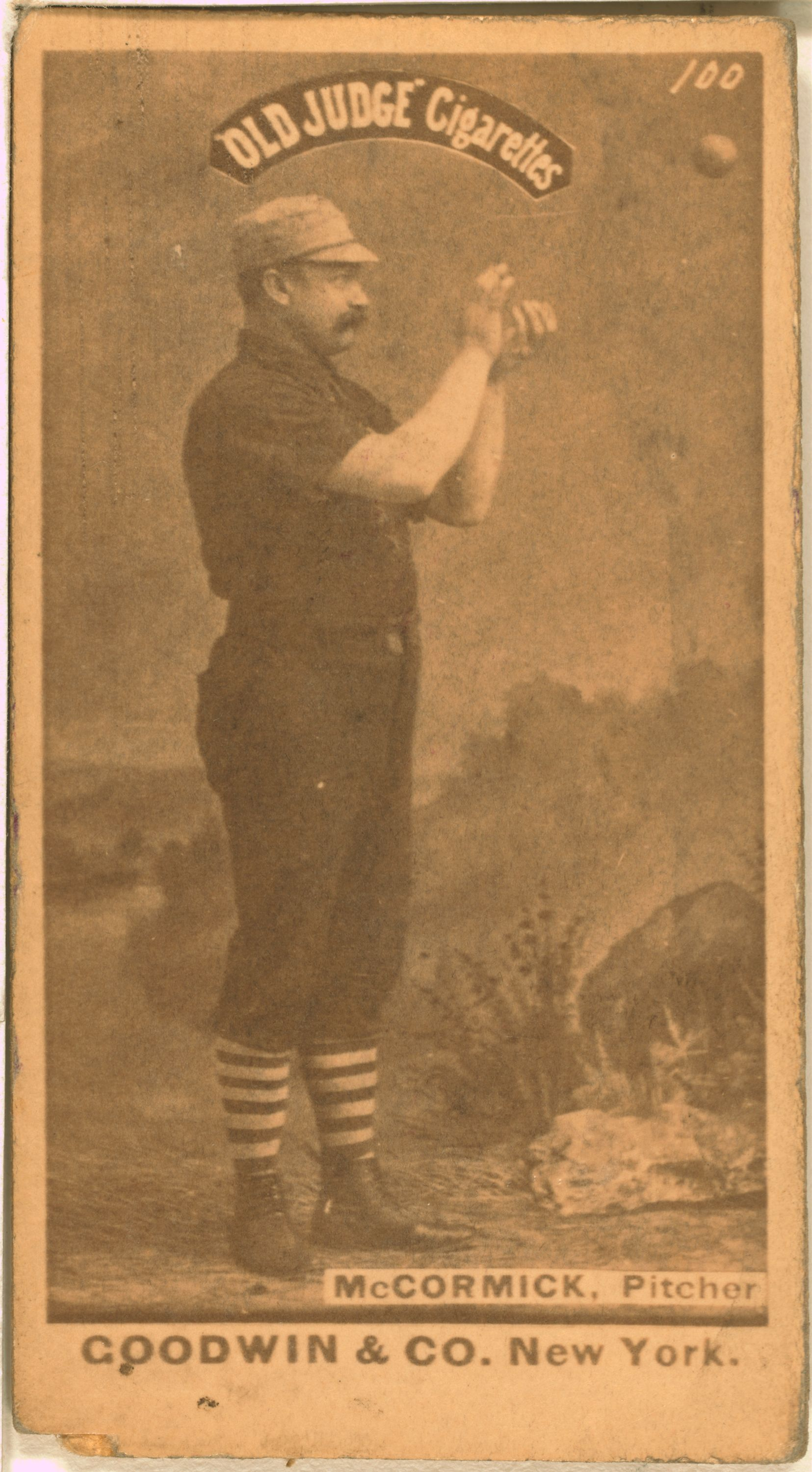
Jim McCormick.

Källa: 
| Kategori | Pitcher              | Klubb | Värde |
| -------- | -------------------- | ----- | ----- |
| W        | Jim McCormick        | CLE   | 45    |
| ERA      | Tim Keefe            | TRO   | 0,86  |
| SO       | Larry Corcoran       | CHI   | 268   |
| IP       | Jim McCormick        | CLE   | 657,2 |
| CG       | Jim McCormick        | CLE   | 72    |
| SHO      | John Montgomery Ward | PRO   | 8     |
| SV       | Lee Richmond         | WOR   | 3     |
| WHIP     | Tim Keefe            | TRO   | 0,80  |